# ツナガルオモイ
「ツナガルオモイ」は、藍井エイルの8枚目のシングル。2014年11月12日にSME Recordsから発売された。

## 概要
前作「IGNITE」から約3か月ぶりのリリースとなる2014年3枚目のシングル。販売形態は初回生産限定盤（SECL-1619）と通常盤（SECL-1621）の2種類で、初回生産限定盤にはブックレットのほかに、「ツナガルオモイ」のPVとそのメイキング映像、さらに2014年ロサンゼルスにて撮影されたオフショット映像を収録したDVDが付属する。
「ツナガルオモイ」はTBS系列の情報バラエティ番組『ランク王国』の2014年10月・11月度のオープニングテーマに起用されたロックチューンで、シングル表題曲としては初めて藍井自身が作詞・作曲を手掛けている。楽曲そのものは発売が決定する以前から考えられており、タイトルの通り「人と人とがつながる喜び」を歌った楽曲となっている。
また、カップリング曲の「Raspberry Moon」は「ジャジーな感じのロックでかつメロディは懐かしい歌謡曲テイストの曲」という藍井の考えを基にして黒須克彦が制作したジャズ・ロック。「Gladius」は「その人にしかない特技や魅力という武器をもってして目標や夢に向かって突き進む」という思いが込められたヘヴィメタルとなっている。

## シングル収録内容
| #         | タイトル                         | 作詞      | 作曲      | 編曲                    | 時間  |
| --------- | -------------------------------- | --------- | --------- | ----------------------- | ----- |
| 1.        | 「ツナガルオモイ」               | Eir       | Eir       | Shun Mizuki、石塚英一朗 | 4:24  |
| 2.        | 「Raspberry Moon」               | 黒須克彦  | 黒須克彦  | 黒須克彦                | 3:37  |
| 3.        | 「Gladius」                      | Eir       | Tomo      | Atsushi                 | 4:41  |
| 4.        | 「ツナガルオモイ(Instrumental)」 |           |           |                         | 4:41  |
| 合計時間: | 合計時間:                        | 合計時間: | 合計時間: | 合計時間:               | 17:05 |

| #  | タイトル                         | 作詞 | 作曲・編曲 |
| -- | -------------------------------- | ---- | ---------- |
| 1. | 「ツナガルオモイ」(Music Video)  |      |            |
| 2. | 「Making of 「ツナガルオモイ」」 |      |            |
| 3. | 「Eir in LA the Movie」          |      |            |